# Suica kártya
A Suica (スイカ, szuika) újratölthető és érintésmentes okoskártya, mely elektronikus jegyként funkcionál Japán egyes vasútvonalain. 2001. november 18-i forgalomba hozatala óta jelenleg a Kantó régióban, a JR East állomásainál, valamint Szendai és Nígata városokban is igénybe vehető. 2008 tavaszától kompatibilis az ICOCA kártyával a JR WEST és a TOICA kártyával a JR CENTRAL vonalain, melyek a Kanszai és Sanjó régiókat, Okajama és Hirosima városokat, valamint Yamagucsi prefektúrát fedik le. 2010-től pedig a JR Kjúsú SUGOCA és Nisitecu NIMOCA kártyákkal. A Fukuoka városi metrón (Hajakaken körzet) és annak egyes peremkerületein is érvényesek. Ezen felül elektronikus fizetési lehetőségként is elfogadják a SUICA logóval ellátott boltoknál, kioszkoknál, automatáknál és akár éttermeknél is az állomások területén és közvetlen környezetében. 2009 októberében már 30,01 millió Suica kártyát regisztráltak a rendszerben.
Amióta a Suica teljesen kompatibilis a PASMO kártyával az egyesített tokiói körzeten belül, azóta gyakorlatilag minden vonat-, villamos- és autóbusz vonalon támogatott (kivéve egyes vasútvonalakon és a Sinkanszenen, valamint kisebb helyi buszjáratokon, ahol az utazás megkezdése előtt kiegészítő jegy vásárlása szükséges).

## Etimológia
A Suica szó egy rövidítés, jelentése: Szuper Intelligens Városi Kártya (angolul: Super Urban Intelligent CArd) és a kiejtése is egy szójáték, mivel a Suica (ejtsd: „szuika”) japánul görögdinnyét jelent. A logón az „ic” rész ki van emelve, ami az integrált áramkör (angolul: Integrated Circuit) rövidítése, mely elég gyakori megnevezése a hazai japán okos kártyákra. További összetétele még a „sui sui”, ami azt jelenti, hogy „simán haladni”, ezzel is hangsúlyozva a kártya használatának egyszerűségét és gyorsaságát a papír alapú vasúti jegyekhez viszonyítva. A kártya motívuma a pingvin, mivel azok is ilyen könnyedén siklanak a víz alatt.

## Alkalmazása

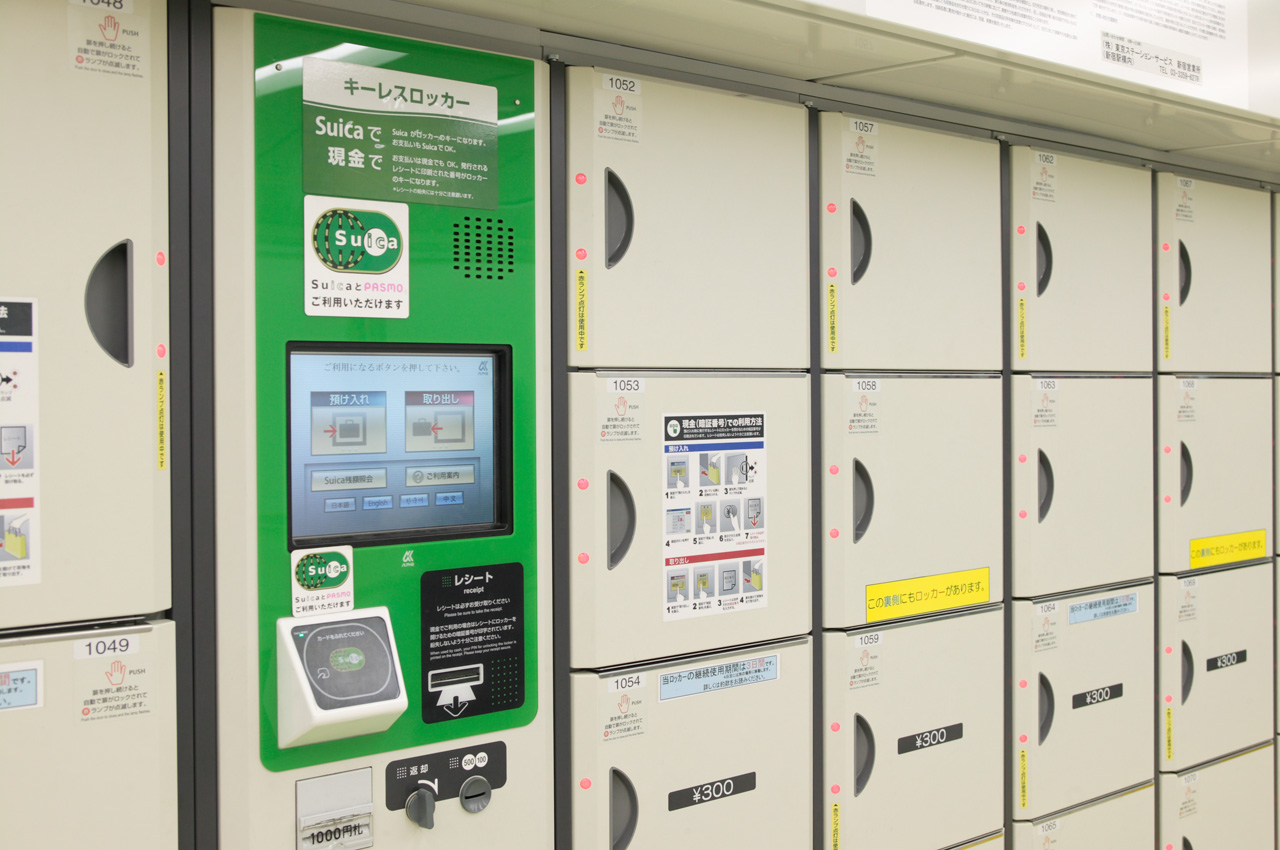
Kulcs nélküli csomagmegőrző rendszer Suica és Pasmo kártyáknak (Sibuja állomás)

Miközben a Suica legtöbbször menetjegyként működik a tömegközlekedési eszközökön, addig általános fizetőeszközként is használható. A régi Suica modellek kivételével minden újabb el van látva a SUICA logóval, mely azt jelöli, hogy a jegyhasználaton kívül elektronikus fizetésre is alkalmas. A régi típusúak ingyenesen beválthatóak modernebb társaikra.
A legtöbb automatánál, kioszknál és érmés csomagmegőrzőnél a JR állomásokon belül szintén fizethet Suicával. Az elektronikus fizetésen kívül különleges elektronikus kulcsként is funkcionál, mellyel egy megadott szekrény nyitható. Az állomásokon kívül az olyan áruházláncok, mint a FamilyMart, am/pm, 7-Eeleven, Ministop, Circle K Sunkus, Yodobashi Camera és a Bic Camera támogatja a Suicán történő tranzakciót, habár e boltok csakis a Kantó régió területére korlátozzák ezt a szolgáltatást. A Narita Nemzetközi repülőtér egyes boltjai és a taxik is elfogadják ezt a fizetési módot. Az elfogadóhelyek a következő logók valamelyikével vannak jelölve: Suica, Pasmo, Kitaca, Icoca, Toica, Sugoca, Nimoca és Hajakaken.
A Suica szintén alkalmas a támogatott webáruházakon történő fizetésre. Ehhez viszont a vásárlónak szüksége van egy Sony FeliCa olvasó egységre és egy számítógépre, melyen Windows operációs rendszer fut.
2004 óta a JR East munkatársai beléptető kártyaként is használják.

## Használat és működés

A Suica kártya jegykapunál történő használata

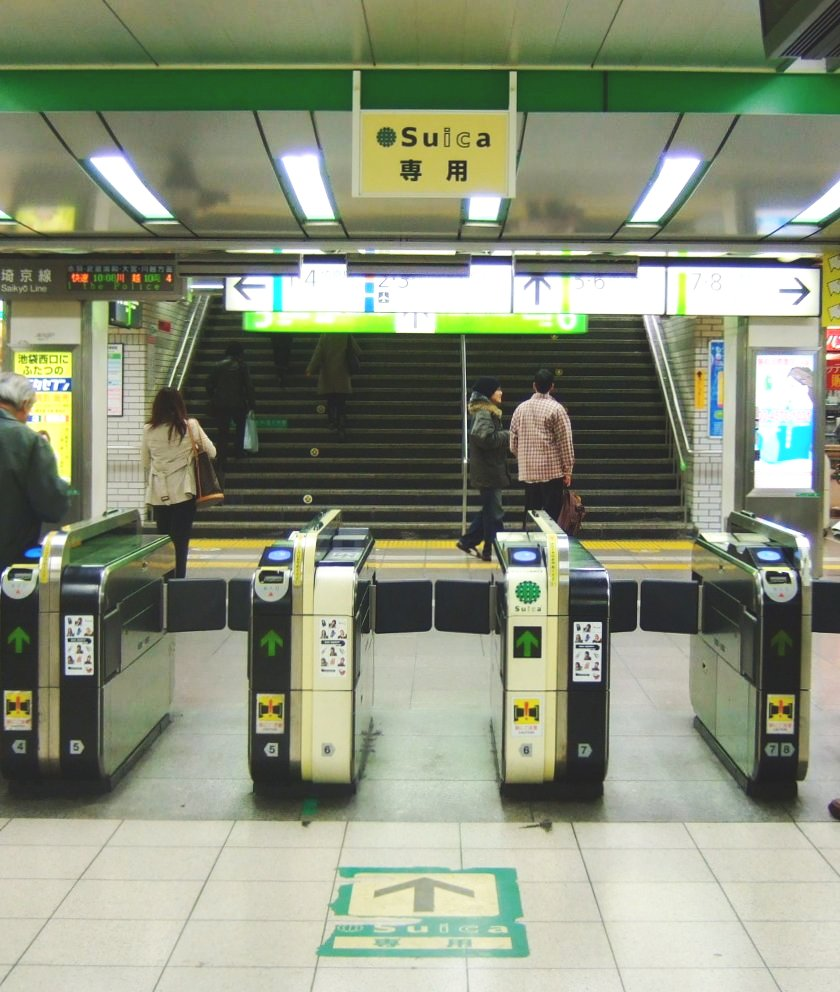
Egy JR állomás jegykapuja: a középső csak is Suica kártya olvasására alkalmas.

A kártya használatához érintsük hozzá a kártyaolvasóhoz. A technológia lehetővé teszi, hogy már kisebb távolságról is megtörténjen az adatcsere, így nem szükséges a kártya és az olvasófelület közötti közvetlen kapcsolat. Nagyon sokan a pénztárcájukban tartják, amit egy könnyed mozdulattal a jegykapuk olvasófelülethez érintenek.
Ekkor egy kis kijelzőn megjelenik az aktuális egyenleg. Egy minimális pénzösszeg szükséges ahhoz, hogy igénybe vehessük a vasúti szolgáltatást, mely az utazás megkezdésekor még nem kerül levonásra. Az egyenleg szintén látható, ha a kártyát behelyezzük egy jegy automatába. Az utazási adatok a kártyán tárolódnak és a képernyőn megjeleníthetőek vagy kinyomtathatóak ugyanazon a helyen, ahol a vásárlás és az egyenlegfeltöltés történik.
A kijáratnál megint csak hozzáérintjük a kártyát az olvasóhoz. Ekkor az utazási költség (a két állomás közötti távolság alapján) levonódik a bejáratnál jelzett egyenlegünkből és az új egyenleg jelenik meg a kijelzőn.
A kártya ingázó bérletként is használható. Ez a funkció átlagos jegy automatákból érhető el. Havi-, 3 havi- és éves bérletek adatai tárolhatóak rajta 2 JR állomás között.
Ha Suicát nem támogató állomásokon keresztül utazunk, akkor a kijáratnál át kell adni a kártyát az állomás személyzetének, akik egy cetlin kiszámolják és rögzítik a fennmaradó plusz költséget, melyet aztán a következő Suica elfogadó állomáson szintén át kell nyújtani az ottani illetékeseknek. Mivel a rendszer tárolja a két állomás között utazási adatokat, így ha azt érzékeli, hogy a kiléptetés nem történt meg (vagy magában a rendszerben keletkezett hiba) a személyzet törölheti a kártyán tárolt adatokat.

## Vásárlási pontok

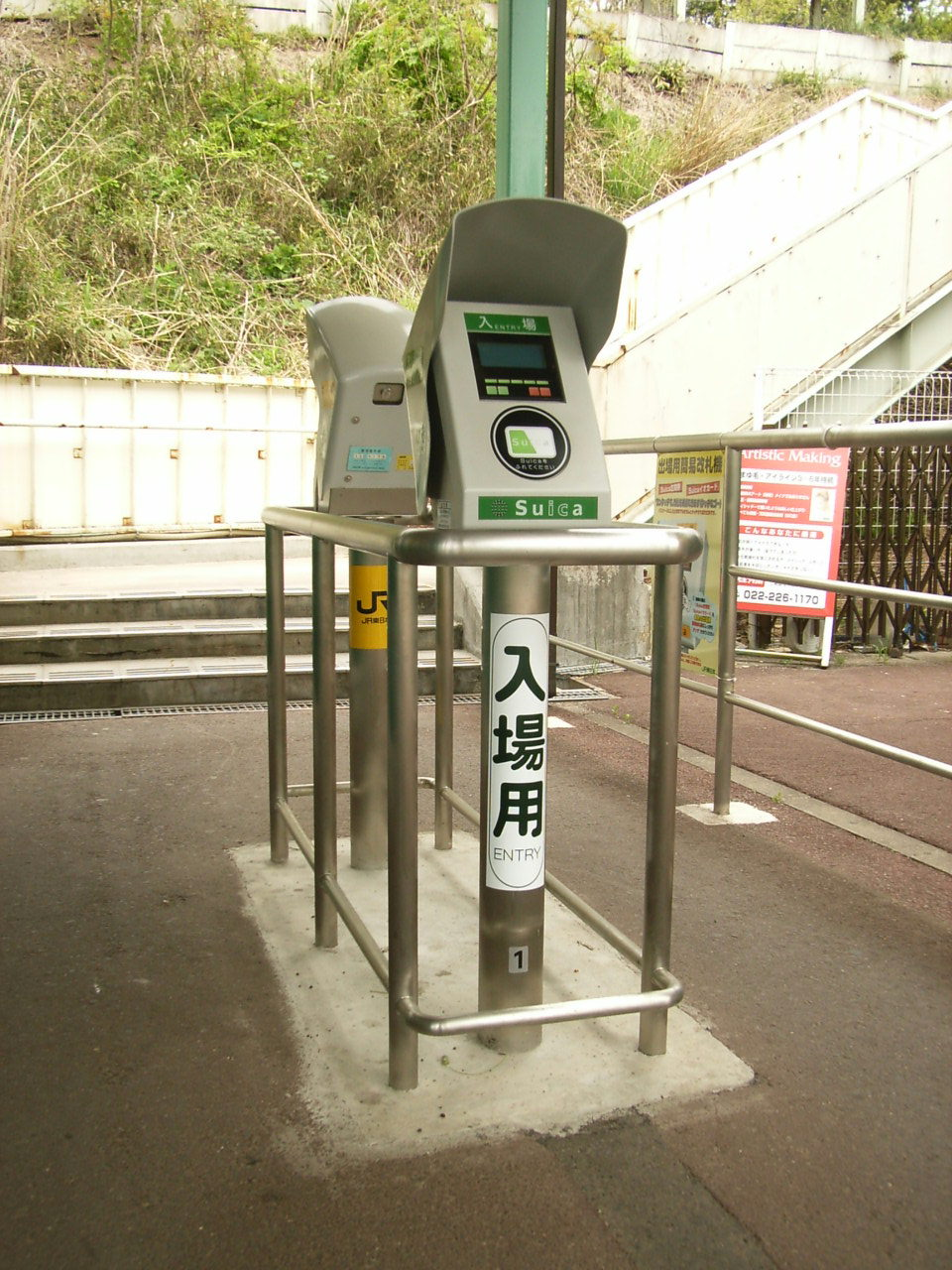
Egy másik fajta Suica jegykapu

A Suica megvásárolható minden Suica elfogadó állomás kártya automatájából. Egy új kártya ára 2000 Yen, ami tartalmazza az 500Yenes előleget, melyet az esetleges visszaváltásnál készpénzben kapunk vissza. A fennmaradó 1500Yen azonnal felhasználható az utazásra és további pénzösszeggel is feltölthetjük egyenlegünket (500¥, 1000¥, 2000¥, 3000¥, 4000¥, 5000¥ és 10 000¥-es egységekben). A maximális befizetési határ 20 000¥. Hasonló Suica logóval ellátott jegy- és viteldíj kiegészítő automaták szintén támogatják ezen feltöltéseket.

## Kártyatípusok
A Suica kártyát 3 vasúttársaság árulja
- Suica kártya (JR East)
- MySuica kártya (JR East)
- View Suica kártya (JR East)
- Rinkai Suica kártya (tokiói vízpart körzeti gyorsjárat, Rinkai vonal)
- Monorail Suica kártya (tokiói monovasút)

A Suica egy szabványosított, előre kifizetett kártyaként funkcionál (melyen a tulajdonos neve szerepel). Ez lehet papír jegyet helyettesítő, vagy ingázó bérlet korlátlan utazással két állomás között iskolába vagy munkahelybe menet. A Suica kártya megduplázható, azaz lehetőség van még általános utazásra a megszokott ingázó útvonalon kívül.
A MySuica lehetővé teszi, hogy megvételkor a tulajdonos személyes információkkal lássa el kártyáját. Lopás vagy kártyavesztés esetén könnyedén igényelhető új, az előző legutóbbi egyenlegével feltöltve.
A View Suica kártya az alap Suica- és bankkártyánkat párosítja össze. Ennek a funkciónak a lényege, hogy a két kártya szinkronizálva működik. Suica kártyánk átlagos bankkártyaként is használható, mellette bankkártyánk pedig megelőzi az akaratlan Suica egyenleg elfogyását. Ennek a kártyának két egyenlege van: az egyik a Suica, a másik pedig a hitel egyenleg (az utóbbi havonta kerül levonásra).
Egyik fajtája a Nagy Suica kártya 3 különálló funkcióval rendelkezik: egyszerre pontgyűjtő kártya, általános Suica és bankkártya egyben. Még egy másik fajtája a Japán légitársaság (JAL) által forgalmazott JALCARD Suica, mely elektronikus beszállókártya a JAL belföldi járataira és egyéb a cég által kínált szolgáltatások igénybevételét is támogatja.
A jegykapuk hibát jeleznek, ha az adott kártyával nem kompatibilisek. Habár a szándék az volt, hogy minden személynek csak egy Suicája legyen, a Pasmo 2007. márciusi bemutatása óta egyre több embernek van legalább egy mindkettőből. Következésképpen a JR tudatosság kampányba kezdett, hogy bátorítsa az ingázókat az egyszerre csak egy kártyával történő használatra. Az összeférhetetlen kártyák, mint az Edy, ellentmondásos hatást gyakorolnak a kártyaolvasókra, másfelől viszont az Express IC (EX-IC) kártya a Tókaidó Sinkanszen foglalással pontosan az ilyen módon való használatot támogatja. Suica vagy ICOCA kártyákkal kombinálva pedig megkönnyítik a Sinkanszen és egyéb vasútvonalak közötti átszállást.

## Technológia

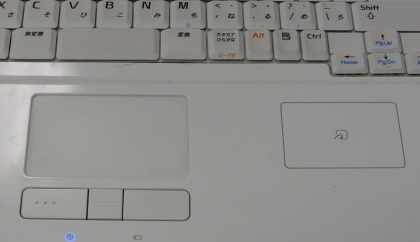
A NEC LaVie laptopja FeliCa egységgel felszerelve (jobb oldalon). Az internet fizetésére Suica és Pasmo kártyát is elfogadnak.

A kártyák érintésmentes rádiófrekvenciás (RFID) technológiával működnek, melyet a Sony fejlesztett ki és FeliCa-nak nevezik. Ugyanezen technológiával működik még a szintén Japánban használatos Edy fizető kártya, a Polip kártya Hongkongban és az EZ-Link kártya Szingapúrban.

## Használat más rendszerekkel
2007. március 18-án a Tokió körzeti magánvasutak, busz- és metrótársaságok bevezették a Pasmo-t, egy okos kártyás megoldást, mely a meglévő Passnet mágneses rendszert váltotta le. A JR East-tel való együttműködés keretein belül az utasok a tokiói nagyvárosi körzeten belül bármely vasút- és buszjáratot igénybe vehetnek Suicával, ahol Pasmot is elfogadnak. Havi bérletek a JR East vonalain csakis Suica, míg a tokiói metrókon csak Pasmo kártyák lehetnek. Egyébként ingázó funkciójukban megegyeznek.
Ez a megegyezés az óta bevezetésre került más rendszerekkel is szerte az országban: A Suica most már együtt használható a JR West ICOCA, JR Central TOIKA és a JR Hokkaidó Kitaca rendszerekkel.
Suica kártyával igénybe vehető vonalak és közlekedési rendszerek:
- Kelet Japán Vasúttársaság (JR East): vonalak a Kantó-, Nígata- és Sendai körzetekben
- Tokiói monovasút
- Új Saitama elővárosi vonal („új ingázó”)
- Sendai repülőtéri tranzit
- Izu Kjúkó vonal (2010 tavasz óta)
- tokiói vízpart körzeti gyorsjárat (Rinkai vonal)

Suicán kívüli, de azzal is igénybe vehető rendszerek:
- Kitaca

Kokkaidó Vasúttársaság (JR Hokkaidó): vonalak a Szapporo körzetben
- TOICA

Közép Japán Vasúttársaság (JR Central) vonalak egyesített Nagoja körzetben
- ICOCA

Nyugat Japán Vasúttársaság (JR West) vonalak egyesített Oszaka, Okajama és Hirosimában
- Pasmo
- SUGOCA

Kjúsú Vasúttársaság (JR Kjúsú) Fukuoka körzet
- Hajakaken

Fukuoka városi metró
- Nimoca

Nisitecu
- Mejiron nimoca (2010. december 26. óta)

Magán buszvállalat, Oita körzet

## Mobil Suica
2006 januárjában a Japán mobilszolgáltatók a már meglévő Mobil FeliCa „pénztárca telefon” szolgáltatásait kibővítették az úgynevezett Mobil Suica verzióval. A rendszer Java alkalmazásokat foglal magában, melyek a Suica funkcióit kezelik mobiltelefonon. Így közvetlenül feltölthetjük Suica egyenlegünket, megtekinthetjük az aktuális tárolt értéket, valamint egyéb más feladatokat is végrehajthatunk. A szolgáltatás fokozása érdekében 2007-ben Suica viteldíjunkat már közvetlenül a mobiltelefon számlánkra is kérhetjük, megszüntetve azt a követelményt, hogy állandóan feltöltsük és figyelemmel kísérjük egyenlegünket.

## Fordítás
- Ez a szócikk részben vagy egészben  a   Suica című angol Wikipédia-szócikk fordításán alapul.  Az eredeti cikk szerkesztőit annak laptörténete sorolja fel. Ez a jelzés csupán a megfogalmazás eredetét és a szerzői jogokat jelzi, nem szolgál a cikkben szereplő információk forrásmegjelöléseként.